# 軍情五處

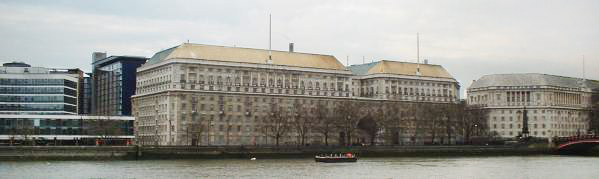
泰晤士大楼軍情五處

英國安全局[註1]，別稱「軍情五處」（英語：Military Intelligence, Section 5，縮寫：MI5），是英國的國家安全機關，在聯合情報委員會（由英國內閣辦公廳、內政大臣統轄）領導下運作，隸屬於聯合情報委員會，惟不隸屬於英國內政部，負責打擊嚴重罪案、軍事分離主義、恐怖主義及間諜活動等，對外的國家安全事務則由軍情六處負責。英國安全局作為國家安全機關，並無逮捕人民的權力，因此在行動時一般會與警察合作。

## 歷史
1569年，当时的国务大臣弗朗西斯·沃尔辛厄姆爵士受女王伊麗莎白一世之命創建保密局。20世紀初開始由於認識集中控制情報工作的需要。1909年成立安全局，由英國陸軍上尉弗农·凯尔）擔任局長，負責查明並反擊當時在英國活動的德國間諜，收效甚豐。1924年凱爾以少將軍銜退役，後受封爵位，但他仍主持該機構，直至1940年為止（至今的通稱「MI5」是这一时期出現的，因为当时它是“军事情报局”的“第五處”）。

## 關於軍情五處
英國安全局前身是「軍事情報局第五處」，故通稱「軍情五處」，是英國安全情報機構，總部設在倫敦的泰晤士大樓。

### 職責
負責保衛英國的安全，應對危及國家安全的秘密組織的威脅。這些威脅包括恐怖主義、諜報活動和大規模殺傷性武器的擴散。此外，還為許多機構提供安全諮詢，幫助他們減少受到威脅的可能。

### 宗旨
- 阻止恐怖主義；
- 使英國免遭外國諜報活動以及其它國家的秘密活動所帶來的損失；
- 阻止擴散大規模殺傷性武器的國家採購相關的材料、技術和專業技能；
- 防範新威脅，避免舊威脅死灰復燃；
- 保護國家敏感信息、資產和關鍵性國家基礎設施；
- 協助執法機構減少嚴重犯罪活動；
- 協助秘密情報局和政府通訊總部履行他們的法定職責；
- 加強英國安全局的能力及韌性。

### 目標及價值觀聲明
為保護國家安全和經濟發展，支持執法機構預防和偵測嚴重犯罪活動；收集並發布情報；調查並評估威脅；與其它機構協作共同應對威脅，就保護措施提供建議，並為以上行動提供有效支持。
為達致以上目標，英國安全局的指導原則是致力於：
- 合法；
- 廉潔；
- 客觀；
- 在工作中掌握好分寸；
- 互相關心、尊重，包括對安全局以外合作人員的關心與尊重。

## 定位及職責
自1909年起，英國安全局一直負責應對破壞國家安全的秘密組織的威脅。此外，還為許多機構提供安全諮詢，幫助他們減少受到威脅的可能。
局長為喬納森伊萬斯，有3000名員工，大部分都在倫敦的泰晤士大樓總部工作。在英國各地設6個區域辦公室，由6大分支組成，分別承擔具體職責，應對恐怖主義、諜報活動和大規模殺傷性武器擴散等威脅。
負責「保衛英國，打擊外國機構的諜報、恐怖主義、破壞等威脅國家安全的活動，打擊通過政治、產業、或暴力手段企圖顛覆或破壞議會民主的行動」。
還為許多公營和私營機構提供安全諮詢，努力阻止大規模殺傷性武器的擴散。過去，曾擔任打擊嚴重犯罪的工作，但是現在這方面的的工作已經暫停。
《1989年安全局法》、《1994年軍事情報局法》賦予了英國安全局以上職責。

## 員工與管理層

### 員工
安全局的員工目前有3800名。其中44%為女性，54%的員工年齡在40歲以下，有240名屬借調或從其他政府部門或機構委派性質。
主要的調查、評估、政策和管理工作由一般職員負責，他們佔總人數的三分之二。支持他們工作的有各種各樣的專業人員，他們精通語言、技術、監視、信息技術、通信、安全保護、行政事務、樓宇服務和餐飲支持。
近年來，安全局的規模和結構有很大的變化，而且將繼續變化，以適應威脅的變化、新的工作方式、可用資源及新信息技術的需要。例如，目前正在增加人手，滿足國際反恐部門工作量不斷增加的需要。計劃在2008年之前把員工人數增加至3500人左右。

### 管理層
英國安全局的負責人為局長。
安全局法1989規定了局長的職責，他親自負責以下事項：
- 安全局的運作和效率；
- 向內政大臣和首相作年度報告；
- 確保安全局不帶政治傾向；
- 確保安全局在信息獲取和披露上嚴格依照法定職責從事。此外，也會為預防或偵測嚴重犯罪，或為刑事審判程序服務而披露信息。

局長由內部機制協助履行以上職責，這些機制的設計是為了確保安全局的工作遵守下列原則：
- 法治至上；
- 調查手段必須與所面臨的威脅成比例，必須經過授權。

## 英国安全局历任局长
- 1909–1940： 弗农·凯尔（英语：Vernon Kell）（b. 1873–d. 1942）
- 1940–1941： 奥斯瓦尔德·艾伦·哈克（Oswald Allen Harker）（b. 1886–d. 1968）
- 1941–1946： 戴维·佩特里（David Petrie）（b. 1879–d. 1961）
- 1946–1953： 珀西·西利托（Percy Sillitoe）（b. 1888–d. 1962）
- 1953–1956： 迪克·怀特（Dick White）（b. 1906–d. 1993）
- 1956–1965： 罗杰·霍利斯（Roger Hollis）（b. 1905–d. 1973）
- 1965–1972： 马丁·弗尼瓦尔·琼斯（Martin Furnival Jones）（b. 1912–d. 1997）
- 1972–1979： 迈克尔·汉利（英语：Michael Henley）（Michael Hanley）（b. 1918–d. 2001）
- 1979–1981： 霍华德·史密斯 (外交官)（英语：Howard Smith (diplomat)）（Howard Smith）（b. 1919–d. 1996）
- 1981–1985： 约翰·琼斯 (MI5官员)（英语：John Jones (MI5 officer)）（John Jones）（b. 1923–d. 1998）
- 1985–1988： 安东尼·达夫（Antony Duff）（b. 1920–d. 2000）
- 1988–1992： 帕特里克·杰里米·沃克（英语：Patrick Walker (MI5 Officer)）（Patrick Walker）（b. 1932）
- 1992–1996： 斯蒂拉·利明顿女爵士（Stella Rimington）（b. 1935）
- 1996–2002： 斯蒂芬·兰德爵士（Stephen Lander）（b. 1947）
- 2002–2007： 埃莉萨·曼宁汉姆-布勒女爵士（Eliza Manningham-Buller）（b. 1948）
- 2007–2013： 乔纳森·埃文斯 (MI5官员)（英语：Jonathan Evans, Baron Evans of Weardale）（Jonathan Evans）（b. 1958）
- 2013–2020：安德鲁·帕克 (MI5官员)（英语：Andrew Parker (MI5 officer)）（Andrew Parker）
- 2020年4月起：肯·麦卡勒姆

## 法定基礎
《1989安全局法令》將安全局置於國務大臣領導之下，實際工作中由內政大臣管轄，後者代表安全局對英國國會負責。
安全局法制定了安全局的職能，列舉了一些本局所應對威脅的性質與範圍。安全局的功能總結如下：
- 保衛國家安全，打擊外國情報機關進行的諜報、恐怖主義、破壞等威脅國家安全的活動，打擊通過政治、產業、或暴力手段企圖顛覆或破壞議會民主的行動。
- 保護英國經濟，使其免受英國以外的人的行動或企圖的威脅
- （自1996年10月起）支持警方和其它執法機構的行動，預防和偵測嚴重犯罪。

在民主制度中，國內安全工作必須在政治上保持中立。安全局法以立法方式確立局長的職責，就是為了確保本局的行動不偏袒任何政治黨派。安全局旨在保護民主，而非影響民主進程。執政政府不得指示本局採取任何出於政治黨派原因的行動。

## 組織結構
英國安全局依法在內政大臣的領導下開展工作，但不隸屬內政部。
局長由負責情報與安全建議、反諜報、反擴散以及安全局運作能力相關事務的副局長協助工作。
安全局局設立六大分支，各分支由一名主任負責。
副局長指揮四個分支，一個負責打擊國際恐怖主義，一個負責為應對各類威脅提供安全保護措施的建議以及反擴散和反諜報工作。
第三個分支負責北愛爾蘭和國內反恐。第四個分支負責安全局運作能力，如技術和監視工作。
局長指揮兩個分支。一個負責安全局人事與安全；另一個負責管理信息和檔案、財務與設施。安全局秘書處和法律顧問協助正副兩位局長的工作。

## 主要工作領域
英國安全任何時候都面臨秘密組織的一系列威脅。安全局在應對方面資源有限，因此需要區分輕重緩急，根據威脅而分配資源。這就需要考慮英國全國情報工作中的輕重緩急。
安全局預算由"單一情報賬戶"支付。該賬戶負責英國三大情報機構，即英國安全局（軍情5處），秘密情報局（軍情6處）和政府通訊總部的開支。基於安全原因，安全局對分得的預算不予公開。以下概要介紹安全局工作的資源分配。

### 反恐與安全保護
反恐並提供安全保護以支持反恐是安全局的主要任務。目前，用於反恐和安全保護工作的資源約佔全部資源的90％。
近年來，由於國際恐怖主義蔓延，分配於反恐領域的資源大大增加。政府大幅加大了對安全局撥款的力度，同時安全局也增加了在打擊恐怖主義方面的資源比重。
反恐開支中的大部分用於打擊國際恐怖主義。安全局大大增加了用於國際恐怖威脅的資源比重，從1997－98年度的15.5％上升至目前的60％以上。
安全局的工作中仍然有很多是打擊與北愛爾蘭相關的恐怖主義，自2007年起又擔當了額外的任務。安全局還擔任安全保護工作，就如何採取針對恐怖主義威脅的保護措施為其它機構提供諮詢。在這些工作上的開支約佔安全局開支總數的30％。

### 反諜報
冷戰期間，安全局工作的重點是打擊前蘇聯與華約國家的諜報活動。自1991年前蘇聯解體後，這種威脅大大減少。然而，安全局仍然重視外國諜報威脅，特別是俄羅斯和中國的情報活動。目前，反諜報工作所佔資源比重約為5％。

### 對外協助
安全局與英國其它安全機構緊密協作以保護英國的國家安全，這方面工作所佔的資源約為3％。

### 反擴散
大規模殺傷性武器的擴散有可能威脅英國的國家安全，因此引起安全局高度重視。自1992年起，安全局就積極參與預防擴散，並支持政府負責反擴散部門的工作。目前，反擴散工作所分配的資源佔2％。

### 新興的以及其它威脅
新威脅的出現給英國未來的國家安全帶來挑戰。從2000年開始，安全局就在開展工作，確認潛在的新興威脅，力圖降低未來新威脅突然出現的可能。這方面的工作所佔資源不到 1％。

## 監督和立法
安全局的工作通過以下三個方面接受監督：

### 司法監督
有兩位獨立的專員監督安全局以及其他一些公共機構的活動，這些機構包括秘密情報局和政府通訊總部。
兩位專員是在調查權力規範法2000生效之後任命的，該法取代了通訊截取法1985。舊法設立的通訊截取專員也隨之為新通訊截取專員取代。
調查權力規範法還將安全局法1989和情報機構法1994中設立的專員職責合併，並以情報機構專員取而代之。
此外，還設立了調查權力特別法庭，處理有關調查規範法涉及範圍的投訴。
根據調查規範法第57節和59節，首相有權任命專員。這些專員目前或曾經擔任過根據1876年上訴管轄權法定義的高級司法職務。他們的任期為三年，可連任。
兩位專員必須各自向首相提交年度報告，匯報過去一年的工作，並由首相決定報告中的哪些內容在出版時應該刪除。刪除的理由有：影響國家安全、影響嚴重犯罪的預防和偵測、不利於英國的經濟發展，影響兩位專員所負責的公共機構持續不斷地履行職責。
兩位專員採取的做法是把報告分為兩部分擬寫，附加機密附件，其中涉及他們認為不應公開的事宜。
報告的可出版部分由首相呈交英國議會，由蘇格蘭的部長呈交蘇格蘭議會，然後通常於每年秋季作為下議院出版物出版。

### 部級監督
政府大臣與次長就英國情報機構的行為與活動對議會負責。
首相總體負責英國的情報機器，由安全與情報協調人提供建議協助。安全與情報協調人負責監督各項安排，保證各機構的情報活動能夠有效地協調起來。
安全局法1989規定由內政大臣負責情報局的工作。他就安全局事務對議會，因此也對公眾負責，並與首相協商後任命安全局長。

#### 內政大臣與局長的關係
兩者關係至關重要。局長直接對內政大臣負責，定期匯報工作。匯報內容包括國家安全威脅的變化、當前的重大調查工作以及其它重大事宜。此外，內政大臣還批准安全局每年工作輕重緩急的順序。
內政大臣對本局最敏感的工作有著密切的了解，並依照調查權力規範法2000向本局核發監視狀，批准本局截取通訊內容、干涉財產並開展侵入性監視。
此外，內政大臣還與局長討論影響安全局的政策事務，如相關的資源與立法等。
在工作中，內政大臣還得到內政部官員的支持，他們與本局密切合作，向大臣提供獨立的建議和信息。

### 議會監督
根據情報機構法1994，英國成立了情報和安全委員會，負責審查安全局、秘密情報局和政府通訊總部的財政支出、行政和政策。
委員會由來自上、下議院的9名議員組成。
他們經由首相和反對黨領導人磋商之後任命，內閣成員不得兼任。委員會每年向首相遞交報告，然後由首相刪除有礙安全的內容之後送交議會。委員會還不定期地向首相遞交特別報告。
安全局長依照情報機構法1994第3節和第4節的規定向委員會披露信息。局長可以向委員會披露敏感信息。近年來，委員會收到了廣泛的有關本局運作的信息。局長也可以在和內政大臣協商之後，不透露敏感信息。

### 監督機制基於以下三項重要立法
- 安全局法1989，修訂於1996年：規定安全局歸內政大臣管轄，並製定了安全局職能和局長職責
- 情報機構法1994：設立了情報和安全委員會，由上下兩院的議員代表組成，負責監管全國三大情報機構（安全局，秘密情報局和政府通訊總部）的預算、行政及政策。
- 調查權力規範法2000：設立了竊聽專員、情報機構專員和調查權力特別法庭，依照1998人權法第7節的內容，對投訴進行調查，舉行聽證會

情報機構法和調查權力規範法規定，截取通訊、干涉財產和開展侵入性監視（如對目標住房進行監聽），必須經相關國務大臣核發監視狀方可執行。
調查權力規範法同時規定了指導監視（如跟踪被調查者）的內部授權事宜，以及特工的使用。調查權力規範法把特工稱為"秘密人力情報資源"。

## 反恐立法

### 恐怖主義法 2000
恐怖主義法2000改革，擴展了之前的反恐法律，並且將這個法律基本確立為永久性質。
法律的初衷主要是針對與北愛爾蘭有關的恐怖主義，其中的一些條款被延用於國際恐怖主義的一些類型。根據恐怖主義法2000，過去的反恐措施將適用於應對所有形式的恐怖主義。
恐怖主義法2000涉及的內容有：在全英國消除恐怖組織，消除令的上訴機制，有關恐怖主義財產（即包括用來開展恐怖主義的財產，也包括恐怖活動所得財產）的犯罪，以及警方的反恐權力。
恐怖主義法2000執行情況的年度報告由獨立審核人、皇家禦任大律師卡萊勳爵撰寫並呈交議會。

### 反恐怖主義、犯罪和安全法2001
2001年12月，議會通過反恐怖主義、犯罪和安全法，應對9∙11恐怖襲擊後國內日益嚴重的恐怖攻擊威脅。
這個法律包括一系列措施，旨在改善當局對那些直接參與或支持恐怖主義活動者的打擊效率。反恐怖主義、犯罪和安全法的主要條款有：
1. 恐怖分子的資金：警方有權在英國及其國民面臨威脅時，凍結恐怖主義團體或個人的資產；增加金融機構披露信息的義務，加強對外幣對換所的監督。
2. 信息獲得：允許向安全和情報機構、英國稅務與海關總署轄下的執法部門披露信息；改善獲得承運商信息（乘客和貨物數據）的容易程度和各機構之間的信息交流；有關保留通訊數據的操作準則。
3. 航空、化學、生物和核安全：有一系列內容。比如，可以出於安全理由扣留航班、可以攔路搜查乘客；為與有害物質相關的騙局設立新罪名；加強對存有危險疾病物質的實驗室的監管；保障民用核工業安全。
4. 移民條款：這節被預防恐怖主義法2005取代（參見以下內容）
5. 警方的權力：規定了一系列警方的權力，例如為確定身份（包括去除偽裝）而拍照、搜查與檢查；明確非地域警力如英國交通警察和國防部警察的司法權。

### 預防恐怖主義法2005
預防恐怖主義法2005於2005年3月11日起生效。該法取代反恐怖主義、犯罪和安全法2001的第4節，賦予內政大臣核發"監控令"的權力，制約涉嫌恐怖分子，無論其為英國或外國公民。
"監控令"包括一系列制約措施，如禁止使用電話或互聯網，限制行動和出行；限制與指定人的交流；使用電子佩戴器監視禁止外出的執行情況。

### 恐怖主義法 2006
恐怖主義法2006於2006年3月30日起生效，把鼓動、縱容恐怖主義定義為刑事犯罪。其範圍包括頌揚恐怖主義；傳發恐怖主義刊物，比如傳發極端主義書店的出版物和通過互聯網傳播的恐怖主義宣傳資料；準備、計劃或協助他人的恐怖主義行動；指導或接受恐怖主義培訓；參加恐怖主義訓練營。

## 運作方法
安全局與許多其它機構和組織緊密協作，共同應對威脅，保衛國家安全。
安全局工作著重於：
- 調查涉嫌的個人和組織以獲得、匯集、分析和評估有關威脅的秘密情報。這需要安全局有效地收集情報和管理信息。
- 採取行動應對威脅源，收集證據，以助安全局將涉嫌人繩之以法。
- 對政府和其他機構提出建議，以便他們掌握威脅的信息，並建議他們採取適當的應對行動，包括採取安全保護措施；
- 協助其他機構、組織和政府部門打擊威脅。安全局與英國國家情報機器共同開展工作，並與英國和國外的機構建立夥伴關係。

### 使用秘密情報的理由
儘管已披露的公共信息有助於背景參考，但是對威脅國家安全的團體和個人來說，發現他們行動與企圖的最好方式是獲取有關他們活動的秘密情報。久而久之，安全局可以匯集這些情報，並努力建立起對目標團體及其關鍵人物、基礎設施、企圖、計劃和能力的詳細了解。
對有記錄價值的情報，安全局會確保准確性並清楚記錄來源和確實性，以保證能夠快速檢索。如果根據安全局的評估而需要對某個特定威脅進行調查時，就能動用資源以進一步獲取情報。安全局還根據新情報或事件，不斷調整評估。
這個評估和調查過程有助於安全局作出決定，部署應對行動和保護措施。對於不同國家安全威脅的規模所做的判斷和本局所做出的反應都必須經過內政大臣批准，由議會進行外部審查。安全局根據國家情報要求調整工作優先級別。國家情報要求由政府制定，先由聯合情報委員會起草，然後由部級官員批准。

## 情報收集方式
情報收集是安全局工作的中心。收集秘密情報有助於安全局獲取對目標團體及其關鍵人物、基礎設施、企圖、計劃和能力的詳細了解。
安全局通過一系列手段獲取情報。主要手法有：
- 秘密情報人力資源（即特工）。特工是能夠就調查目標提供秘密報告的人力資源，他們不是安全局成員。
- 直接監視（即跟踪和/或觀察目標）
- 通訊截取
- 侵入式監視（如對某人住宅或車輛進行監聽）。

所有手法都必須根據調查權力規範法2000及相關操作準則而使用，並且接受獨立審查。
安全局法1989規定安全局長有責任確保安全局的有效安排，以控制獲取和披露信息的時間與方式。控制的一個主要方面就是通過一套內部機制來保證本局僅調查真正對國家安全形成威脅的事情。安全局在調查中堅守法律原則，把握威脅處理時的分寸。如果需要使用侵入式手法時，在有法律要求的情況下從外部（相關國務大臣）獲得授權。而在其它情況下，則於內部做出決定。但是決定人的級別符合所需的侵入程度。
這些安排完全符合調查權力規範法的規定，同時也是為了調查工作可以快速進行，避免受到不必要的官僚手續的阻礙。
儘管安全局經常同時開展許多調查，但僅在處理極少數最為重要的調查時才會使用所有的情報收集手段。以監聽為例，由於帶有高度侵入性，所以只有在理由充分時才能使用。而且如果要安全使用，在技術上相當複雜，屬於資源密集型手段。因此，使用監聽的次數很少。

### 目的
使用侵入式情報收集手法時，安全局強調要採取有效步驟，根據威脅的程度，把侵入程度降至最低。情報工作的技巧就在於找出合適的手法組合以達到調查目的。使用最具侵入性的情報收集手段必須事先得到授權，必須向國務大臣說明：
- 只有使用這種手法，才能保衛國家安全，或保護英國經濟不受海外威脅，或預防或偵測嚴重犯罪；
- 這種手法的使用符合預期目的，即所得情報足以成為使用侵入手法的理由，而且即使由此給目標之外的人帶來了不可避免的"附帶侵入"後果也可以接受。

另外，國務大臣也需要感到滿意，認為除侵入手法之外的其它手段都無法在合理預期之內獲取這些信息。這些都是很重要的衡量標準。本局只有在可以清楚地達到這些標準的情況下，才會申請監視狀。而且只有理由充分，經內政部官員仔細考量之後，才會送交國務大臣做出決定。
威脅國家安全的人，比如恐怖分子或間諜，知道他們的活動可能引起安全局注意，會盡可能阻止本局發現他們。同樣，安全局於調查過程中也努力避免打草驚蛇。這不僅僅是為了避免調查受到影響，更是為了保護調查手段，以便將來再次使用。

## 大眾文化
- 《军情五处》 — BBC電視劇

## 延伸阅读
- Andrew, Christopher. . Allen Lane. 2009. ISBN 1-84614-284-9. Published as , USA: Knopf, November 2009, ISBN 978-0-307-26363-6.

## 外部連結
- MI5官方網站 （页面存档备份，存于） （英文）
- , The National Archives,   [2014-02-18], （原始内容存档于2012-06-09）.
- , Cabinet office,   [2014-02-18], （原始内容存档于2009-11-11）.